# Salvador Salazar Arrué
Luis Salvador Efraín Salazar Arrué, más conocido por su seudónimo Salarrué (Sonzacate, 22 de octubre de 1899-Los Planes de Renderos, 27 de noviembre de 1975) fue un artista salvadoreño. Trabajó en el campo de la literatura y las artes plásticas, pero ha sido su obra narrativa la más conocida de sus creaciones, entre las que destacan Cuentos de barro y Cuentos de cipotes.
Sus dotes artísticos se revelaron desde muy joven. Estudió pintura en los Estados Unidos, donde conoció el libro costumbrista El libro del trópico de Arturo Ambrogi, que le animó a retornar a su país para dedicarse por entero al arte. A partir de los años 1930, y aunque prefería mantenerse alejado de la política, trabajó cercano a los regímenes militares en turno para promover las políticas culturales de la época. Desde el año 1946 fungió como agregado cultural de El Salvador en los Estados Unidos.
Retornó a El Salvador en 1958, y poco después terminó su producción literaria, aunque los libros publicados en años anteriores continuaron reimprimiéndose. En sus años postreros ganó reconocimientos por su obra, pese a que subsistía modestamente en su casa ubicada en Los Planes de Renderos. Falleció de cáncer, sumido en la pobreza.
Salarrué fue creyente de la Teosofía, una doctrina que influenció su producción artística. Ha sido considerado uno de los precursores de la nueva narrativa latinoamericana, y el narrador más importante en la historia de El Salvador.

## Biografía

### Infancia y juventud  de Salarrué

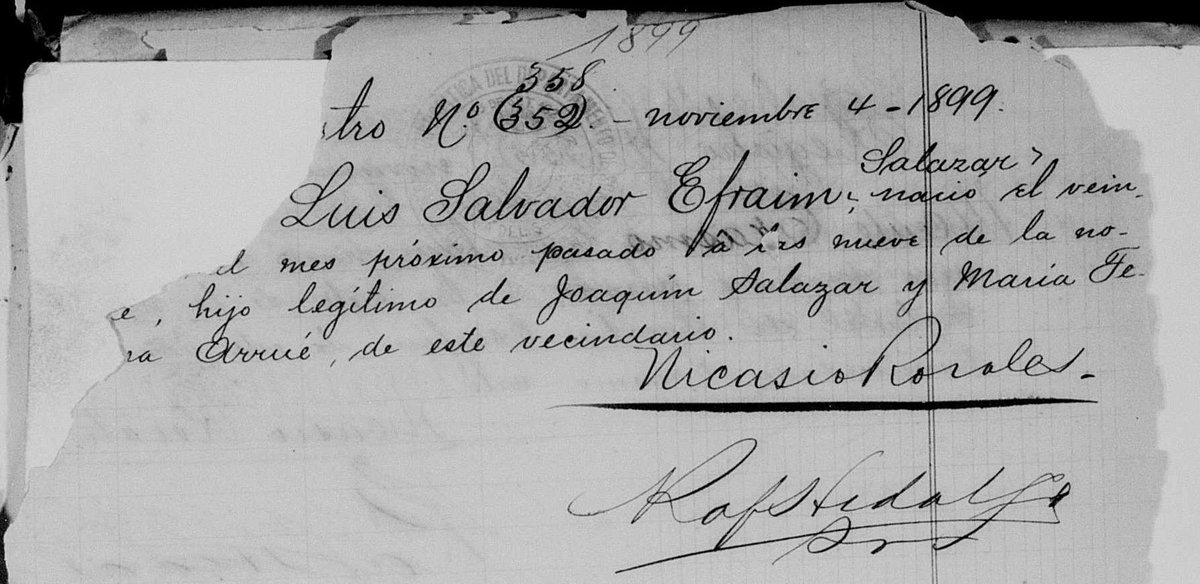
Estado actual de la partida de nacimiento de Salarrué, en el registro civil de la Alcaldía Municipal de Sonsonate.

En el siglo XIX, el pedagogo de origen vasco, Alejandro de Arrué y Jiménez, quien había trabajado en varios países hispanoamericanos, desposó en Guatemala a la señorita Lucía Gómez, oriunda de Sensuntepeque, El Salvador. El matrimonio Arrué Gómez procreó varios hijos, entre ellos Luz y María Teresa. Ambas tenían vocación literaria; pero fue Luz, después de Miranda (ya cuando la familia residía en El Salvador) quien logró que el periodista Román Mayorga Rivas la incluyera en la antología de poesía  Guirnalda salvadoreña.
Por su parte, María Teresa contrajo matrimonio con Joaquín Salazar Angulo, un incipiente músico de honorable familia. Sin embargo, la relación no prosperó por diversas circunstancias, por lo que la joven madre debió mantener sola a sus hijos Joaquín y Luis Salvador Efraín, quien nació en una finca familiar ubicada en el cantón El Mojón que se convertiría en parte de la zona urbana del municipio de Sonzacate, en Sonsonate. En los años siguientes, los Salazar Arrué vivieron con apuros económicos, aunque recibían el apoyo de familiares cercanos, ya que su respetable ascendencia les favorecía.
La infancia de Luis Salvador transcurrió en medio del esplendor de la naturaleza tropical de Sonsonate. Aunque tímido y alejado de los juegos bruscos, se distinguía por su habilidad para inventar historias. Cuando tenía ocho años, los problemas de dinero obligaron a su madre a mudarse, por lo que el jovencito alternó su domicilio entre San Salvador y Santa Tecla donde vivió en la residencia de sus primos Núñez Arrué, entre los que se encontraba Toño Salazar, futuro caricaturista de renombre. Por su parte, su madre trabajaba como costurera y llegó a tener una academia de corte y confección. Toño dejó una descripción de su primo en esos años:

«Efraín era largo, alto, con un cabello ondulante color de naranja y miel...A Salazar Arrué le miraba algo de arcángel, un aura rara lo ponía en soledad...Tenía algo del aire de la palma de Sonsonate y algo de infancia retenida».

Luis Salvador cursó la primaria en la institución de abolengo Liceo Salvadoreño. La secundaria la realizó en el Instituto Nacional de Varones y posteriormente en la Academia de Comercio, donde no concluyó los estudios, pero logró buenas calificaciones.
Su vocación artística ya se manifestaba a los once años cuando una de sus composiciones se publicó en el Diario del Salvador de Román Mayorga Rivas. El logro no fue fortuito, puesto que en la casa de los Núñez Arrué debió relacionarse con personajes de la intelectualidad local que visitaban la vivienda.

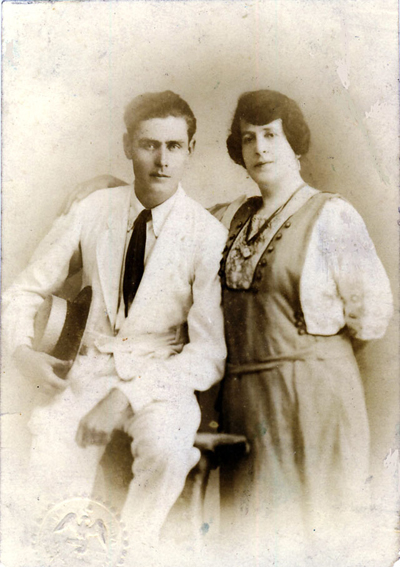
Salarrué y su madre.

### Primeros pasos como artista
Luis Salvador se interesó en la pintura, y junto a su primo Toño se inscribió en la escuela de Spiro Rossolimo de San Salvador. A pesar de que no pudo continuar costeándose los estudios, gracias a la influencia política de su familiar César Virgilio Miranda logró una beca del presidente Carlos Meléndez para formarse en los Estados Unidos, donde partió en 1916.
En dicho país estudió en la escuela jesuita Rocsak Hill College, cerca de Baltimore, pero el ambiente religioso del centro de estudios no era de su agrado. Posteriormente, y con ayuda del embajador salvadoreño en Washington D. C., ingresó en una escuela de Danville, Virginia, donde mejoró el aprendizaje del idioma inglés. En 1917 se matriculó en la Corcoran School of Arts de la capital estadounidense, en la que recibió una educación formal, pero alejada de las tendencias del arte moderno. En ese tiempo su obra era influenciada por Ignacio Zuloaga y logró exponer sus cuadros en la galería de un negociante japonés de apellido Hisada.
Sin embargo, fue en Nueva York donde sucedió un hecho trascendental en su vida artística, ya que tuvo un «encuentro» con la literatura de su país en la librería Brentano. En ese lugar conoció  la obra costumbrista El libro del trópico de Arturo Ambrogi, la cual le llenó de nostalgia por su tierra. Años después, afirmaría que llegó a memorizar el índice del libro como si fuera un poema.
Por tanto, decidió retornar a El Salvador en 1919. Allí el joven se propuso vivir de la pintura, pero debió enfrentar la realidad del inexistente mercado artístico y algunos de sus cuadros los terminó regalando. Pese a todo, en el país se vivía el auge del periodismo de los años 1920, por lo que se dedicó a colaborar con ilustraciones y artículos en diversos periódicos para ganarse el sustento. Sus artículos los firmaba con el seudónimo «Salarrué».
En 1923, contrajo matrimonio con Zélie Lardé, también dedicada a la pintura. La pareja procreó tres hijas: Olga Teresa, María Teresa y Aída Estela.  En esos años Salvador trabajaba como oficial de la Cruz Roja en San Marcos, departamento de San Salvador, población que había sido afectada por inundaciones en 1922.  Allí decidió montar su estudio de pintura, y residía en un galerón prestado por esa misma organización. También comenzó a rodearse de artistas e intelectuales de la época, como Serafín Quiteño, Claudia Lars y Alberto Guerra Trigueros, quien se convertiría en su mejor amigo.
En medio de la estrechez económica, pero reconocido dentro del ambiente cultural salvadoreño, publicó su primer libro en 1926: El Cristo negro, el cual recibió buenas críticas. También realizó una exposición pictórica en la Sociedad de Empleados de Comercio de San Salvador. El año siguiente recibió el premio regional de narrativa por parte del diario El Salvadoreño con la obra El señor de la burbuja, celebrada por varios intelectuales, entre ellos el guatemalteco Rafael Arévalo Martínez.
Asimismo, su actividad artística incluyó el teatro, cuando el 5 de octubre de 1928 desempeñó un papel en la obra  Quo Vadis? con el personaje de Petronio, y además estrenó el drama La cadena. Días después, el periódico Patria mostraba esta crítica del artista: «Salarrué es para nosotros la cabeza más destacada y la personalidad más completa de la joven generación, siempre que a cuestiones de artes o letras hayamos de referirnos». Cabe agregar que desde 1929 se desempeñaba como profesor de mitología y arte decorativo indígena en la Escuela Nacional de Bellas Artes. Cimentado su prestigio como escritor, continuó escribiendo en los periódicos nacionales y centroamericanos, tales como: Para todos, El amigo del pueblo, El salvadoreño, Queremos, y especialmente Patria, dirigido por Alberto Masferrer.
Alrededor de los treinta años de edad, Salarrué comenzó a sentir el desdoblamiento extracorporal. La búsqueda de una explicación satisfactoria para dicha experiencia le llevó a estudiar la Teosofía, por medio de su amigo Guerra Trigueros. En este contexto, en 1929 la editorial de Patria empezó a publicar los relatos fantásticos de O-Yarkandal, y en 1932 se imprimió  Remontando el Uluán de similares características.

### Los años 1930 y el «martinato»

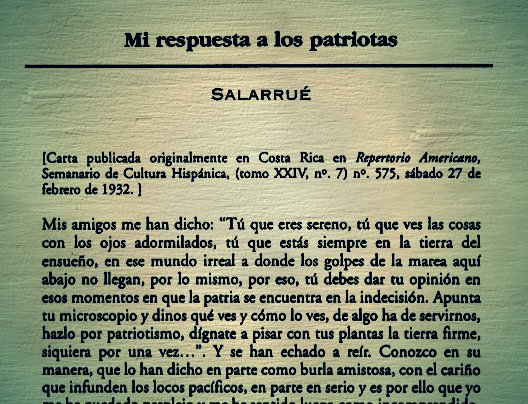
1932 En la revista Repertorio Americano (San José, Costa Rica) aparece publicada MI RESPUESTA A LOS PATRIOTAS, texto del intelectual salvadoreño Salarrué ante el levantamiento etnocampesino de enero y su represión militar.

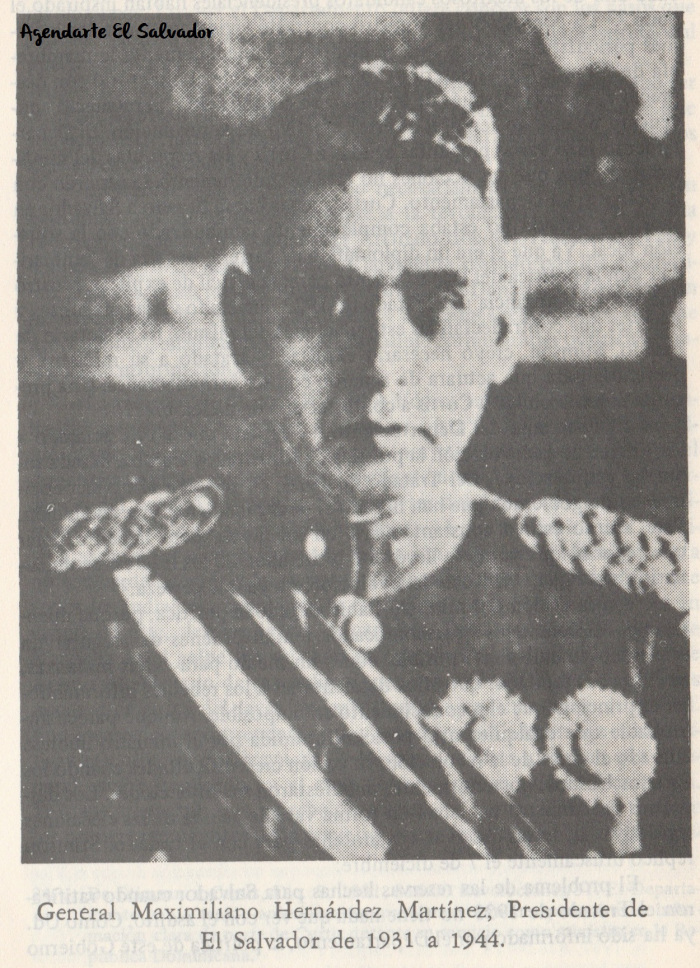
Gen. Martínez; Los intelectuales también estaban obligados a cooperar con el régimen, lo que resultó en décadas de cooperación con el gobierno y recibir beneficios por ese servicio. A cambio de callar y sin criticar al régimen militar. A lo contrario el exilio fue aplicado a los más importantes pensadores y artistas de la época que no comulgaban con su gobierno.

En el marco de la depresión económica mundial, la década de los años 1930 fue de agitación social en El Salvador. En 1931, se llevaron a cabo las elecciones presidenciales, en la que Masferrer y Guerra Trigueros apoyaban al ingeniero Arturo Araujo del Partido Laborista, el cual tenía postulados de la doctrina vitalista del mismo Masferrer. Salarrué recibió una invitación para formar parte del movimiento, pero prefirió mantenerse alejado de la política, y en una carta expuso sus motivos:  

«Soy un hombre antigregario, mi naturaleza de artista me hace apartarme de todo lo que es grupo, casta, secta, partido, conciudadanía e ismos en general..quiero ir libremente, sin compromisos de partido, reservándome el derecho de estar al margen de todo lo que sea reglamentación, canon o condición; mi calidad de artista me da tal derecho».

Las elecciones fueron ganadas por Araujo, pero terminó derrocado por un golpe de Estado en el que participó el general Maximiliano Hernández Martínez, también teósofo como Salarrué y quien además fue protagonista de la dura represión a los insurrectos del Levantamiento campesino de 1932. Este infame episodio de la historia salvadoreña formaría parte de algunas de las obras del escritor, sea de manera explícita o implícita. Sin embargo, Salarrué continuaría sustrayéndose del frenesí político del país, ya que se aferraba a un concepto «primigenio» para entender el mundo, como lo demuestra en un escrito llamado Mi respuesta a los patriotas, probablemente influenciado por el libro Las fuerzas morales de José Ingenieros, y que fue publicado en el semanario Repertorio Americano de Joaquín García Monge: 

«Yo no tengo patria, yo no sé lo que es patria. ¿A qué llamáis patria vosotros los hombres entendidos por prácticos? Sé que entendéis por patria un conjunto de leyes, una maquinaria de administración, un parche en un mapa de colores chillones...no tengo patria pero tengo un terruño...No tengo El Salvador...tengo Cuscatlán, una región del mundo y no una nación».

Cabe agregar que en dicha declaración Salarrué manifestaba su desacuerdo con los objetivos del Partido Comunista Salvadoreño, involucrado en el movimiento campesino; pero guardaría un buen recuerdo de su dirigente Agustín Farabundo Martí de quien se declaró amigo en un artículo publicado en Patria, en el que también le llamó «hombre ideal» que merecía la admiración por su «entereza».

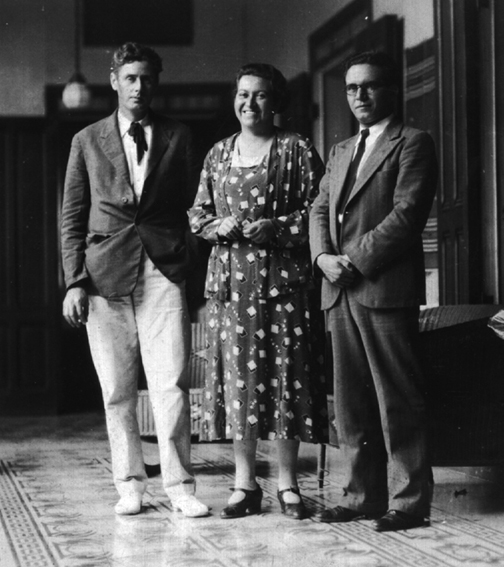
Salarrué y Gabriela Mistral a principios de la década de 1930.

Por otra parte, y en cuanto a su trabajo literario, una de las obras más conocidas de Salarrué comenzó a divulgarse en el extranjero. Sucedió que en 1931 la chilena Gabriela Mistral había realizado una breve visita a El Salvador, y tras conocer la obra de Salarrué entregó a García Monge parte de los Cuentos de barro que serían publicados en el Repertorio Americano. Dichos relatos los había comenzado a publicar desde 1928 en la Revista Excélsior,  y también en Patria junto a otros llamados Cuentos de cipotes, que a su vez tenían como antecedentes una sección llamada Noticias para niños.  En 1934 la obra Cuentos de barro aparecería como edición definitiva con ilustraciones de José Mejía Vides.
El 4 de septiembre de 1932, falleció el director de Patria, Alberto  Masferrer. Guerra Trigueros asumió la dirección del periódico y Salarrué se desempeñó como jefe de redacción. Él mismo se encargó de la dirección del rotativo cuando Guerra Trigueros era perseguido por el régimen y también entró en conflicto con Arturo Ambrogi, el mismo autor que le había deslumbrado con El libro de trópico, pero quien ostentaba el cargo de Censor de Prensa en el régimen de Hernández Martínez quien había asumido la presidencia del país desde 1931.
Precisamente, la administración del general Hernández Martínez se caracterizó por la censura de los medios radiales, la prensa escrita y los espectáculos públicos. Era el mismo Estado el que se encargaba de las políticas culturales,  a través de un proyecto presidencial que fomentaba el aprecio a la nación, al encanto del terruño, y la promoción del indigenismo. Salarrué, según Álvaro Rivera Larios, también nutrido de «ideas estéticas y de unos modelos formales con los que ya habían trabajado otros artistas en Latinoamérica», que tenían como temática el lenguaje popular, el campesino y el paisaje nativo, desarrolló su trabajo artístico en ese entorno como lo hicieron otros intelectuales del país.
En los años siguientes, Salarrué trabajaría cercano a los regímenes militares. Se dice que en 1935, junto a otros comunicadores teósofos afines a Hernández Martínez, trató de organizar la llegada de Jiddu Krishnamurti al país; además, aceptó por parte del gobierno  la designación como representante oficial en la primera Exposición Centroamericana de Artes Plásticas que tuvo lugar en Costa Rica. En 1937 fue parte de la Comisión de Cooperación Intelectual de El Salvador, adscrita a la Sociedad de Naciones, y gracias a estos cargos logró mostrar sus cuadros en varias exposiciones internacionales como Guatemala, Estados Unidos y Canadá.
En 1938, trabajó en una comisión que se encargaría de seleccionar libros que serían publicados con fondos estatales, y dos años después ocupó el cargo de director de la revista Amatl de la Secretaría de Instrucción Pública. Sin embargo, según refiere el historiador Carlos Cañas Dinarte, el ánimo para participar en estos programas gubernamentales comenzó a decaer cuando era parte del grupo Amigos del Arte, que entre 1935 y 1940 había organizado exposiciones en el país, pero que se interrumpieron debido a que los miembros de esa agrupación se oponían a la presentación de un busto en mármol del general Hernández Martínez. Por otra parte, en 1941 fue invitado a un congreso de educación en Ann Arbor, Míchigan, Estados Unidos, y en una sesión dedicada a la literatura infantil disertó sobre los Cuentos de Cipotes que venían siendo publicados en los periódicos nacionales.
Ya en 1942, en la etapa final del «martinato», renunció al nombramiento de secretario del Comité de Investigaciones del Folklore Nacional y de Arte Típico. Pese a todo, en agosto de ese año terminó una pintura mural, considerada la primera en la historia del país, en la  Escuela Municipal Eduardo Martínez Monteagudo, nombre de uno de los hijos del general Hernández Martínez. 
En este período, Salarrué ganó un certamen nacional de pintura organizado por el Club Rotario en 1938, y en 1940 se adjudicó un premio literario con el cuento Matapalo por parte del periódico La Nación de Argentina. Además, un óleo de su autoría fue seleccionado para representar a El Salvador en la Exposición de la Unión Panamericana del mes de abril de este mismo año.

### Viaje al exterior y retorno a El Salvador
El año 1946, durante el gobierno de Salvador Castaneda Castro, Salarrué fue nombrado agregado cultural de la Embajada de El Salvador en  Estados Unidos. Además, logró que su residencia se estableciera en Nueva York junto a su familia, y no en Washington D. C., lo que le favoreció por el dinámico ambiente cultural de aquella ciudad. También su situación económica tuvo cierta holgura con los honorarios devengados.
Precisamente, en Nueva York retomó su pasión por la pintura. En 1947 expuso en Knoedler Galleries que recibió buena crítica por parte del New York Times, pero también en la literatura recibió una mención honorífica en Cuba, con el relato Tocata y fuga en el concurso internacional de cuentos «Alfonso Hernández Catá». El siguiente año mostró sus cuadros en San Francisco, y en 1949  organizó una exposición individual de óleos, acuarelas y dibujos de vuelta en Nueva York.  
Durante su estadía en Estados Unidos volvió a encontrarse con Gabriela Mistral, con quien estrechó los lazos de amistad. Sostendría además una relación sentimental con Leonora Nichols, parte de la aristocracia y de la élite cultural neoyorquina con quien intercambiaría cartas y poemas.
Mientras tanto, en 1950 asumía la presidencia de El Salvador el teniente coronel Óscar Osorio, quien creó instituciones de promoción cultural que le dieron impulso a las artes en el país. En esos años, algunas obras de Salarrué fueron nuevamente reimprimidas por la editorial estatal, tales como El Cristo negro, El señor de la burbuja, y Eso y más, ya publicado en 1940; así como Trasmallo en 1954, que incorpora el cuento El espantajo, ambientada en levantamiento campesino de 1932. Salarrué retornó a El Salvador en 1958 y una exposición de su obra pictórica se organizó en el Hotel El Salvador Intercontinental.
Por otra parte, el año 1960 los Cuentos de Barro formaron parte de la colección Festival del Libro centroamericano que constaba de diez volúmenes y un tiraje de 200 mil ejemplares, lanzados por iniciativa del peruano Manuel Scorza; y el cuento Matraca fue elegido para publicarse en el suplemento internacional Hablemos magazine de Nueva York, que tenía difusión internacional.
En 1961, la Editorial Universitaria, dirigida por Ítalo López Vallecillos, realizó la edición definitiva de Cuentos de cipotes con ilustraciones de Zélie Lardé, mientras que las posteriores lo serían por su hija María Teresa quien firmaría como Maya. El año siguiente, una nueva exposición de sus cuadros se montó en la Galería Forma de Julia Díaz, los cuales habían sido realizados durante su estadía en Nueva York. En 1963, Salarrué fungió en el cargo de director general de Bellas Artes del Ministerio de Educación, pero renunció debido al escaso apoyo recibido.

### Últimos años

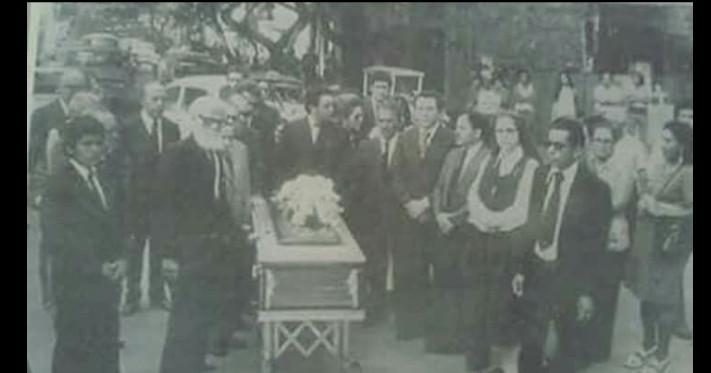
Funeral de Salvador Salazar Arrué Salarrue

Tras retirarse del cargo gubernamental, Salarrué residió de forma permanente en la Villa Monserrat en Los Planes de Renderos, ubicada al sur de San Salvador y la cual había adquirido con sus ahorros. El ambiente semirrural y el clima agradable de la zona era ideal para que el escritor se aislara. Como lo describe Sergio Ramírez: 

«Su moral teosófica...no participa sólo de esa parafernalia esotérica, sino que se cimenta más profundamente en una ética que mucho tuvo que ver con su modo de vida, casi claustral, de los últimos años, sacerdote de sus misterios atlántidos, vegetariano irreductible, que cuando salía al mundo desde su refugio en los Planes de Renderos, en las afueras de San Salvador, lo hacía con asombro y temor...»

Sin embargo, llegaron los homenajes y reconocimientos a su persona, los cuales recibía con cierta incomodidad. Por otra parte, quienes le visitaban en su residencia, conocerían a un Salarrué sencillo, bondadoso, amable y modesto.
Para 1967, Salarrué volvió a reencontrarse con la pintura, ya que fundó y dirigió la Galería Nacional de Arte en el Parque Cuscatlán,  que desde 2008 se conoce como Sala Nacional de Exposiciones Salarrué. El mes de octubre de ese mismo año, realizó una exposición retrospectiva en el Centro Cultural El Salvador-Estados Unidos. Además, desde 1973 trabajó como asesor cultural del director general de cultura, Carlos de Sola.
En cuanto a su obra literaria, varias publicaciones fueron impresas en esos años: las Obras escogidas con selección, prólogo y notas de Hugo Lindo, que incluye la noveleta Íngrimo, los relatos La sombra y otros motivos literarios, así como  Vilanos y El libro desnudo; posteriormente lo serían  La sed de Slig Bader, Catleya Luna y la colección de poemas Mundo nomasito. También en Cuba se realizó una antología de los cuentos de Salarrué en 1968, editada y prologada por Roque Dalton.
En 1974 fallecieron su esposa Zélie y su amiga Claudia Lars, ambas de cáncer. De acuerdo al pintor Ricardo Aguilar, amigo de Salarrúe, para costear el tratamiento de Zélie se vieron en la necesidad de pagarle al médico con cuadros. El mismo escritor también sufría de cáncer en el páncreas, y a principios de 1975 fue sometido a una operación. Sin embargo, no quiso enfrentar el padecimiento. Según Aguilar, aceptaba con serenidad esos últimos meses de vida con estas palabras: «Si a mí la vida me ha puesto esto es porque lo merezco y lo tengo que vivir y lo quiero vivir». El día 27 de noviembre murió sumido en la pobreza en el lecho de su hogar. Cabe agregar que se negó a recibir pensión por parte del gobierno. Pese a todo, esa condición no era incómoda para el artista, quien dejó su juicio al respecto: 

«Vivimos una época en que la nobleza está diluida entre las castas y en la cual un mentecato tiene permiso de enriquecerse y hacerse una grandeza comprada. Creo firmemente que el sostener con gozo la pobreza es signo de la fuerza y que es débil aquél que la teme y la evade cobardemente. La pobreza aguarda en ella riquezas enormes. La libertad es más factible en la pobreza que en la opulencia. El amor que a ella se acerca es siempre auténtico y uno lo sabe».

.

## Reconocimientos
En sus años postreros, Salarrué se hizo acreedor a varios reconocimientos y distinciones: en 1962 recibió la Orden José Matías Delgado en grado de Comendador. La de grado de Gran Cruz de Plata, junto a su primo Toño Salazar y el poeta Raúl Contreras, la obtendría en 1973. En noviembre de 1967, fue reconocida su obra artística, junto a Claudia Lars y Vicente Rosales y Rosales, por parte de la Asamblea Legislativa. Con pocos días de diferencia, el gobierno mexicano le distinguió con el Premio Nacional Benito Juárez junto a la folclorista María de Baratta. Dos años después recibió distinciones de la Academia Salvadoreña de la Lengua, junto a Claudia Lars. Se dice que rechazó el doctorado honoris causa  por parte de la Universidad de El Salvador.

## Obras literarias

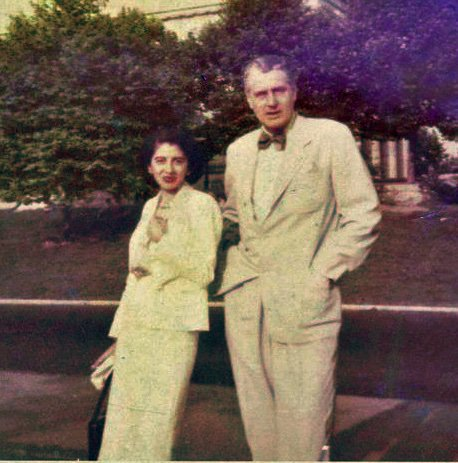
La escritora salvadoreña Dora Guerra y Salvador Salazar Arrué (Salarrue) participan en la II Bienal Internacional de Poesía, en Bélgica. (circa 1954).

Literatos como Hugo Lindo y Sergio Ramírez, dividen la obra de Salarrué en dos ámbitos: la costumbrista y la  esotérica. La primera de ellas es la que ha tenido más difusión, gracias a los libros Trasmallo, Cuentos de cipotes, y especialmente Cuentos de barro de trama folclórica o reflejo de las duras condiciones del campesino, según el juicio que se haga de la obra. La otra temática comprende una «cosmópolis teosofal», expuesta en textos como El señor de la burbuja, Eso y Más y O-Yarkandal,  en las que se plasman la relación del bien y el mal, y de cómo este desempeña el papel de «redentor» para librar a otros caigan en el pecado, así como la existencia de experiencias astrales y mundos míticos.
Sin embargo, el editor Ricardo Roque Baldovinos hace dos importantes valoraciones de la obra de Salarrué. Una tiene que ver con la diferencia existente entre el costumbrismo «clásico», y el salarrueriano. En aquel, se distingue  el lenguaje literario del popular, que pertenece al pueblo y se caracteriza por ser descuidado, aunque a veces simpático. Salarrué, por el contrario, realiza una síntesis de ambos estilos y experimenta con un «juego estilístico» que toma indistintamente lo culto y lo popular, que termina en una forma de «dignificar a la gente humilde, de revelarlos dotados de sensibilidad, de capacidad artística».
En la otra valoración, Baldovinos señala que las dimensiones costumbristas y esotéricas de Salarrué, son complementarias. Ambas rechazan tanto el proceso de modernización de la sociedad salvadoreña derivado del proyecto liberal iniciado en la segunda mitad del siglo XIX; así como cualquier doctrina política, llámese capitalista o comunista, cuyos intereses giran alrededor del dinero, y acaban desintegrando a la comunidad ancestral representada en la comunidad campesina.
Por ello, Salarrué se acogió a la Teosofía, como lo hicieron otras figuras latinoamericanas de la época como Francisco I. Madero o Augusto César Sandino, junto a otras doctrinas orientales para hacer frente a la «crisis de la sociedad moderna», y encontrar en otras creencias un sentido de la vida diferente al materialista que dominaba la clase política salvadoreña. Por eso, también se afirma que para el escritor salvadoreño el arte tenía un profundo sentido religioso, que le servía para restablecer el vínculo con el mundo, roto por el estancamiento impuesto por la cultura occidental.
Salarrué trabajó en varios campos de la literatura, como el verso, la prosa, y el ensayo; y especialmente la narrativa en la que abarcó relatos fantásticos, de aventuras y novelas. Por los años de publicación de los títulos más reconocidos, parece que dejó de escribir a principios  de los años 1960. Sin embargo, existe una cantidad no determinada de textos inéditos, especialmente de su obra lírica y también de ensayos dispersos en periódicos y revistas, algunos de ellos ya desaparecidos. Los títulos de Salarrué que abarcan su creación narrativa más importante comprenden (entre paréntesis el año de publicación definitiva): El Cristo negro (1926), El señor de la Burbuja (1927), O-Yarkandal (1929), Remontando el Uluán (1932), Cuentos de barro (1934), Eso y más (1940), Trasmallo (1954), Cuentos de cipotes (1945/61), La espada y otras narraciones (1962), Íngrimo (1970), La sombra y otros motivos literarios (1970), La sed de Sling Bader (1971), y Catleya luna (1974). Otras publicaciones: Conjeturas en la penumbra (ensayo, 1934); Algunos poemas de Salarrué (poesía, 1971); y Mundo nomasito: una isla en el cielo (poesía, 1975).
En El Salvador se le considera el narrador más importante entre los escritores de dicho país; así como uno de los precursores de la nueva narrativa latinoamericana. Su trabajo no pasó desapercibido en la América Latina, ya que constan cartas intercambiadas y dedicatorias de libros con personajes de la talla de Juan Rulfo, Claribel Alegría, Miguel Ángel Asturias, Rogelio Sinán y Mario Monteforte Toledo.

«No me preocupa que mi obra sea reconocida universalmente. Me interesa que la conozcan mis paisanos».
Salarrué.

## Obra pictórica

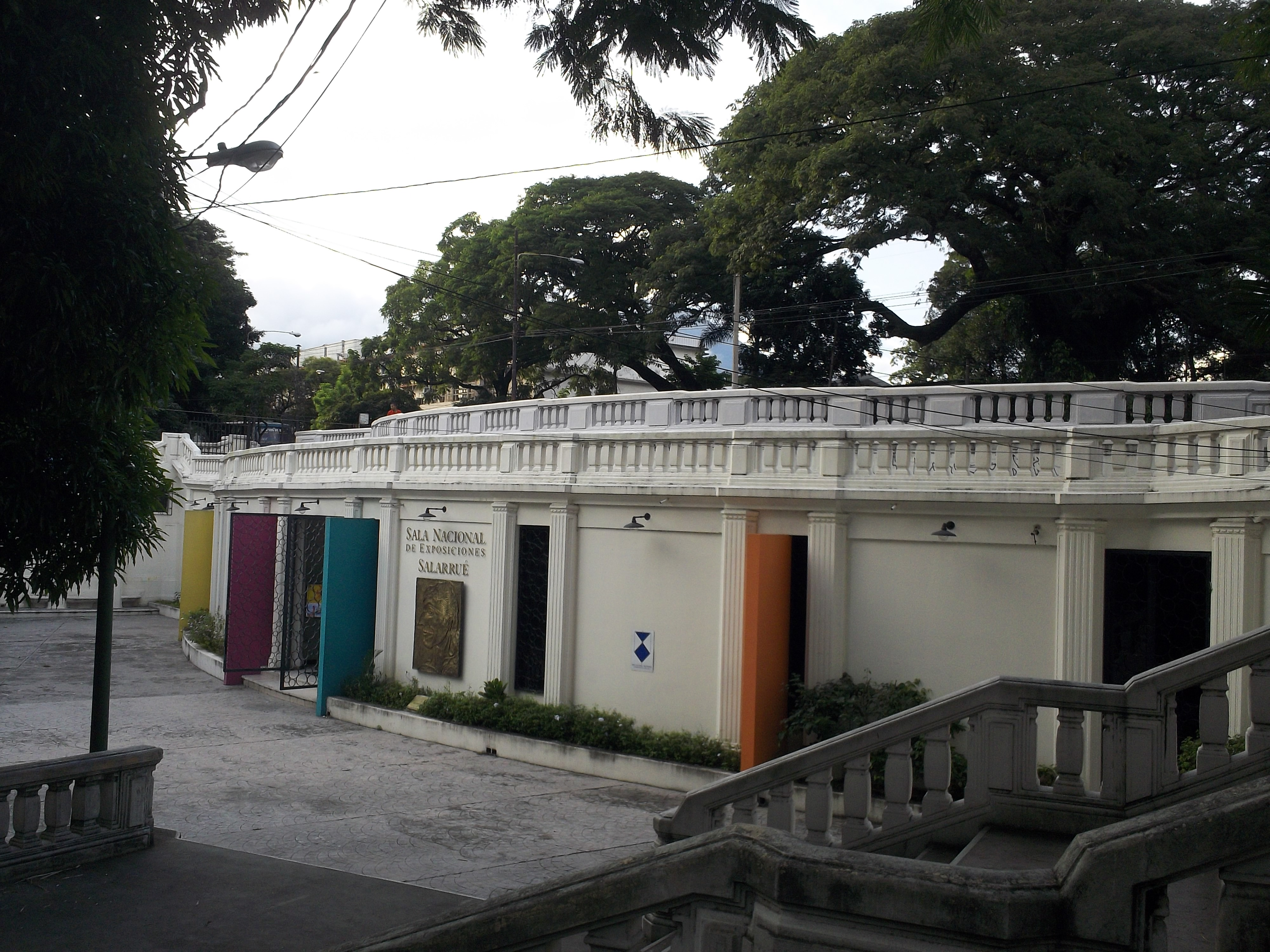
Sala Nacional De Exposiones Salarrue, Situada En El Parque Cuscatlan. San Salvador. Donde Se Encuentran Muchas De sus Obras Artísticas.

Se afirma que Salarrué se consideraba más un artista plástico que un literato. Para el caso, su regreso de Estados Unidos coincidió con la interrupción de su trabajo literario, y la razón era que había un ambiente más propicio para exhibir y vender sus pinturas en El Salvador.
Para los expertos, las pinturas de Salarrué, a pesar de abarcar una temática vernácula, lo que ocupa sus trabajos es fundamentalmente la fantasía, un reflejo del mundo mítico creado en O-Yarkandal y Remontando el Uluán. De esta manera, existen «puntos de encuentro» entre su prosa lírica, suntuosa y tropical, y su obra pictórica. Para la crítica de arte Astrid de Bahamon, Salarrué podría ser «el primer artista latinoamericano cuya abstracción no es influenciada por las corrientes europeas». También se dice que antecedió a la pintura psicodélica de los años 1960.  Para Camilo Minero, Salarrué era el «más revolucionario del color».
Para Ricardo Lindo, quien fue curador de una exposición de la obra de Salarrué en el 2006, sus creaciones superan cualquier influencia y corresponden más a su propio «mundo onírico» que de hecho tenía una estructura política, paisajes, costumbres y lenguas.

«Creo que no hay pintor que no tenga una percepción consciente del mundo astral, porque el ojo se va haciendo a medida que uno trabaja en la pintura; se va tornando capaz de percibir el color como lo ve uno directamente en el mundo astral».
Salarrué. 

## Legado

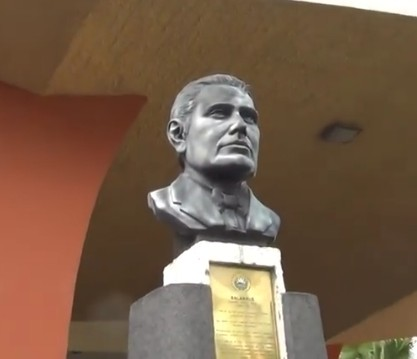
Busto De Salazar Arrué(Salarrue) Situado En El Teatro Presidente En San Salvador.

El Museo de la Palabra y la Imagen de El Salvador ha resguardado el archivo personal y artístico de Salarrué desde el año 2005. El acervo del artista comprende 108 piezas de pinturas, bocetos, dibujos y esculturas; 300 piezas pertenecientes a su esposa Zelié Lardé y sus hijas; registro fotográfico; y biblioteca personal de 2 000 títulos. Todo el legado fue entregado al Registro Memoria del Mundo de El Salvador, auspiciado por la Organización de las Naciones Unidas para la Educación, la Ciencia y la Cultura (Unesco), el día 6 de junio de 2013 en un acto que tuvo lugar en el Palacio Nacional de dicho país, para su incorporación oficial el día 25 de noviembre de 2016 durante la decimoséptima reunión anual del Comité Regional para América Latina y el Caribe del Programa Memoria del Mundo de la Unesco. Se convirtió en la figura literaria más popular de El Salvador a mediados del siglo XX. Después de la educación en San Salvador y en la Academia de Arte Corcoran en Washington D. C. (1917-1919), Salazar produjo cuentos, novelas, poemas y pinturas que reflejaban al pueblo común salvadoreño; ayudó a preservar la cultura popular salvadoreña; y despertó una conciencia social en el país. A finales de la década de 1920 fue un importante contribuyente a la Patria de Alberto Masferrer, y continuó siendo un escritor influyente y fuerza intelectual en El Salvador hasta su muerte en 1975. Los temas rurales salvadoreños dominan la principal novela de Salazar, El señor burbuja, El Cristo Negro, Cuentos De Barro, etc.